# Княжево (Галичский район)
Княжево — деревня в составе Ореховского сельского поселения Галичского района Костромской области России.

## География
Деревня расположена на берегу речки Княжевка.

## История
Согласно Спискам населенных мест Российской империи в 1872 году сельцо Княжево относилось к 1 стану Галичского уезда Костромской губернии. В нём числилось 12 дворов, проживало 20 мужчин и 30 женщин.
Согласно переписи населения 1897 года в деревне проживало 78 человек (по 39 мужчин и женщин).
Согласно Списку населенных мест Костромской губернии в 1907 году деревня относилась к Костомской волости Галичского уезда Костромской губернии. По сведениям волостного правления за 1907 год в ней числилось 9 крестьянских дворов и 61 житель. Основными занятиями жителей деревни, помимо земледелия, были плотницкий промысел и сельскохозяйственные работы.
До муниципальной реформы 2010 года деревня также входила в состав Ореховского сельского поселения.